# Grzegorz Motyka (historyk)
Grzegorz Motyka (ur. 29 stycznia 1967 w Ośnicy) – polski historyk i nauczyciel akademicki, profesor nauk społecznych. W latach 2011–2016 członek Rady Instytutu Pamięci Narodowej, od 2023 członek Kolegium IPN, od 2024 dyrektor Wojskowego Biura Historycznego. 

## Życiorys
W 1992 ukończył studia historyczne na Katolickim Uniwersytecie Lubelskim. Pracę magisterską napisał pod kierunkiem profesora Tomasza Strzembosza na temat walk polsko-ukraińskich w Bieszczadach. W 1994 rozpoczął pracę w Instytucie Studiów Politycznych PAN. W 1998 na podstawie rozprawy Walki polsko-ukraińskie na ziemiach dzisiejszej Polski w latach 1943–1948 przygotowanej pod kierunkiem Tomasza Strzembosza uzyskał na macierzystej uczelni stopień naukowy doktora. 
Równolegle z zatrudnieniem w PAN pracował w Biurze Edukacji Publicznej IPN w Lublinie (2000–2005) i Warszawie (2005–2007). W 2007 habilitował się w Instytucie Studiów Politycznych Polskiej Akademii Nauk na podstawie pracy dotyczącej całej historii Ukraińskiej Powstańczej Armii. W latach 2007–2009 był zatrudniony jako profesor nadzwyczajny w Akademii Humanistycznej im. Aleksandra Gieysztora w Pułtusku, a w latach 2008–2013 na Uniwersytecie Jagiellońskim jako adiunkt w Katedrze Ukrainoznawstwa. W 2011 został przez Senat RP wybrany w skład Rady IPN; organ ten został zniesiony nowelizacją ustawy o IPN w 2016. W 2017 otrzymał tytuł profesora nauk społecznych.
W czerwcu 2023 został wybrany przez Senat w skład Kolegium IPN. W kampanii prezydenckiej w 2025 zajął jednoznacznie negatywne stanowisko w sprawie kandydatury prezesa IPN Karola Nawrockiego na prezydenta RP, przychylając się do opinii Antoniego Dudka.
W marcu 2024 został dyrektorem Wojskowego Biura Historycznego im. gen. broni Kazimierza Sosnkowskiego. W lipcu tego samego roku został powołany w skład Rady Muzeum przy Muzeum II Wojny Światowej w Gdańsku. W maju 2024 został członkiem Komisji do spraw badania wpływów rosyjskich i białoruskich na bezpieczeństwo wewnętrzne i interesy Rzeczypospolitej Polskiej w latach 2004–2024 powołanej przez premiera Donalda Tuska.
Autor artykułów publikowanych w „Karcie”, „Więzi”, „Zeszytach Historycznych”, „Gazecie Wyborczej”, „Rzeczpospolitej” i „Wprost”.
W pracy badawczej specjalizuje się w tematyce polskiego ruchu oporu w okresie II wojny światowej, konfliktów zbrojnych z pierwszych lat powojennych i stosunków polsko-ukraińskich. Opowiedział się za uznaniem akcji „Wisła” (1947) za zbrodnię przeciwko ludzkości i zbrodnię komunistyczną, uzasadniając to zastosowaniem przez polskie władze komunistyczne odpowiedzialności zbiorowej wobec całej społeczności ukraińskiej i rusińskiej za wspieranie zbrojnych wystąpień antykomunistycznych Ukraińskiej Powstańczej Armii i dokonywanych przez nią czystek etnicznych na ludności polskiej.

## Odznaczenia i wyróżnienia
Został odznaczony Brązowym (2000) i Złotym (2015) Krzyżem Zasługi.
W 2000 otrzymał Nagrodę Historyczną „Polityki” w dziedzinie prac naukowych i popularnonaukowych za książkę Tak było w Bieszczadach. W 2015 jego książka pt. Na białych Polaków obława. Wojska NKWD w walce z polskim podziemiem 1944–1954 została nominowana do Nagrody Literackiej i Historycznej Identitas.
Był nominowany do Nagrody Historycznej im. Kazimierza Moczarskiego za książki Od rzezi wołyńskiej do akcji Wisła. Konflikt polsko-ukraiński 1943–1947 (2012) oraz Wołyń ’43 (2017). Nagrodę tę otrzymał natomiast w 2024 za publikację Akcja „Wisła” ’47. Komunistyczna czystka etniczna
Dwukrotnie otrzymał Nagrodę im. Jerzego Giedroycia: w 2014 za współtworzoną książkę Wojna po wojnie. Antysowieckie podziemie w Europie Środkowo-Wschodniej w latach 1944–1953, a w 2024 za monografię Akcja „Wisła” ’47. Komunistyczna czystka etniczna.

## Publikacje
- Pany i rezuny. Współpraca AK-WiN i UPA 1945–1947 (współautor z Rafałem Wnukiem), Volumen, Warszawa 1997, ISBN 83-86857-72-2.
- Tak było w Bieszczadach. Walki polsko-ukraińskie 1943–1948, Volumen, Warszawa 1999, ISBN 83-7233-065-4.
- Antypolska Akcja OUN-UPA 1943–1944. Fakty i interpretacje (współredaktor z Dariuszem Libionką), IPN, Warszawa 2002
- Służby Bezpieczeństwa Polski i Czechosłowacji wobec Ukraińców 1945–1989. Z warsztatów badawczych (redaktor), IPN, Warszawa 2005, ISBN 83-89078-86-4.
- Ukraińska partyzantka 1942–1960. Działalność Organizacji Ukraińskich Nacjonalistów i Ukraińskiej Powstańczej Armii, Instytut Studiów Politycznych PAN i Rytm, Warszawa 2006, ISBN 83-7399-163-8.
- W kręgu „Łun w Bieszczadach”. Szkice z najnowszej historii polskich Bieszczad, Rytm, Warszawa 2009, ISBN 978-83-7399-340-2.
- Od rzezi wołyńskiej do akcji Wisła. Konflikt polsko-ukraiński 1943–1947, Wydawnictwo Literackie, Kraków 2011, ISBN 978-83-08-04576-3.
- Wojna po wojnie. Antysowieckie podziemie w Europie Środkowo-Wschodniej w latach 1944–1953 (współautor z Tomaszem Stryjkiem, Rafałem Wnukiem i Adamem F. Baranem), Wydawnictwo Naukowe Scholar, Instytut Studiów Politycznych PAN i Muzeum II Wojny Światowej, Gdańsk-Warszawa 2012, ISBN 978-83-60580-90-5.
- Cień Kłyma Sawura. Polsko-ukraiński konflikt pamięci, Wydawnictwo Oskar i Muzeum II Wojny Światowej, Gdańsk 2013, ISBN 978-83-63709-23-5.
- Na Białych Polaków obława. Wojska NKWD w walce z polskim podziemiem 1944–1953, Wydawnictwo Literackie, Kraków 2014, ISBN 978-83-08-05393-5.
- Wołyń ’43. Ludobójcza czystka – fakty, analogie, polityka historyczna, Wydawnictwo Literackie, Kraków 2016, ISBN 978-83-08-06207-4.
- Obywatel „Igła” – krawiec ze Skaryszewa. Analiza mikrohistoryczna rewolucji wyklętych, Instytut Studiów Politycznych PAN, Warszawa 2018, ISBN 978-83-65972-48-4.
- Międzynarodowe aspekty akcji „Wisła” (współautor z Tomaszem Stryjkiem i Mariuszem Zajączkowskim), Instytut Studiów Politycznych PAN, Warszawa 2020, ISBN 978-83-65972-91-0.
- Akcja „Wisła” ’47. Komunistyczna czystka etniczna, Wydawnictwo Literackie, Kraków 2023, ISBN 978-83-08-08057-3.